# Mâu Du Đô
Mâu Du Đô (chữ Hán: 牟俞都; ?-1146) là đại thần nhà Lý trong lịch sử Việt Nam. Ông làm quan dưới 3 đời vua Lý Nhân Tông, Lý Thần Tông và Lý Anh Tông. Sách Đại Việt sử lược ghi tên ông là Mâu Đô Du.

## Sự nghiệp
Không rõ xuất thân của Mâu Du Đô. Ông bắt đầu được biết đến trong hàng ngũ quan lại triều Lý với chức Nội nhân thư gia. Cuối năm 1120, ông được Lý Nhân Tông phong làm Nội thường thị.
Năm 1125, Mâu Du Đô được Lý Nhân Tông phong làm Trung thư thừa, coi việc trong cung.
Lý Nhân Tông mất, Lý Thần Tông lên ngôi. Năm 1128 Mâu Du Đô được phong làm Gián nghị đại phu, thăng trật chư vệ. Ông được tham gia việc quân sự, vua sai đi chọn quân Long Dực cũ làm các quân tả hữu Ngọc Giai, Hưng Thánh, Quảng Thành, Vũ Đô. Tháng 5 năm đó ông được sai đến phủ Thiên Đức chọn đất tốt để xây sơn lăng của Lý Nhân Tông. Đến tháng 8, ông lại được giao nhiệm vụ cùng Thái úy Lưu Khánh Đàm và chọn các quan chức đô.
Do việc Mâu Du Đô không can ngăn Lý Thần Tông tôn cha đẻ là Sùng Hiền hầu làm Thượng hoàng và mẹ đẻ là Đỗ thị làm Hoàng thái hậu, sử gia Lê Văn Hưu chê ông không biết lễ nghĩa. Theo quan điểm của Lê Văn Hưu, Lý Thần Tông được bác là Nhân Tông chọn làm người kế vị thì phải thờ Nhân Tông như cha, coi cha đẻ như chú, coi mẹ như thím, đáng lý chỉ được tôn cha làm hoàng thúc và mẹ là phu nhân.
Năm 1131, Mâu Du Đô được Lý Thần Tông sai trấn thủ châu Nghệ An. Đến tháng 9 năm 1136, Mâu Du Đô bị bãi chức.
Thời Lý, các vua đều thích điềm lành và thú lạ. Năm 1129, ông dâng ngựa trắng bờm đen, bốn chân có cựa cho Lý Thần Tông. Sang thời Lý Anh Tông, tháng 5 năm 1144, ông dâng chim sẻ trắng, được vua Anh Tông phong làm Thái sư, xa lĩnh việc các khe động dọc biên giới về đường bộ. Do việc Mâu Du Đô dâng động vật quý hiếm mà được thăng chức, sử gia Ngô Thì Sĩ chê trách các vua Lý không dùng người theo năng lực.
Tháng 8 năm 1145, Thái sư Mâu Du Đô cùng Phò mã Dương Tự Minh cầm quân đi dẹp cuộc nổi dậy của thủ lĩnh Đàm Hữu Lượng ở vùng biên giới, đánh bại được Hữu Lượng. Sau đó Hữu Lượng bỏ trốn, bị quan nhà Tống dụ về nước giết chết.
Tháng 3 năm 1146, Mâu Du Đô qua đời, không rõ bao nhiêu tuổi. Ông tham gia chính trường trong hơn 25 năm, làm quan dưới 3 đời vua Lý Nhân Tông, Lý Thần Tông và Lý Anh Tông.